# 1992 год в истории железнодорожного транспорта
1992 год в истории железнодорожного транспорта

## События
- 3 марта произошло крушение в Подсосенке. Скорый поезд № 4 сообщением Рига — Москва столкнулся с грузовым поездом № 3455.
- 15 апреля на базе Сахалинского отделения Дальневосточной железной дороги была создана самостоятельная структура — Сахалинская железная дорога.
- 17 июля — столкновение на переезде грузового автомобиля и электропоезда, повлёкшее сход с рельсов электропоезда и его столкновение с платформой Ириновка (Ленинградская область). В результате у электропоезда были разбиты 3 вагона из 10, погиб помощник машиниста, число потерь среди пассажиров неизвестно.
- В Италии на высокоскоростных магистралях Милан — Неаполь и Турин — Венеция начали эксплуатироваться поезда серии ETR[англ.] со скоростью до 250 км/ч[1].
- В Испании введена в эксплуатацию первая высокоскоростная линия Мадрид — Севилья[англ.] протяжённостью 490 км, на которой поезда серии AVE развивают скорость до 300 км/ч[1].
- Во Франции построена скоростная железная дорога к Ла-Маншу[1].
- Основаны: Калининградская железная дорога, Сахалинская железная дорога, Золотое звено, Армянская железная дорога, Грузинская железная дорога, Абхазская железная дорога.

## Новый подвижной состав
- В России:
  - На машиностроительном предприятии «Муромтепловоз» начат выпуск автомотрис АГД-1А.
  - На Людиновском тепловозостроительном заводе начат выпуск тепловозов ТГМ11 и ТГ22 для Сахалинской железной дороги.
- Во Франции фирма Alstom выпустила первые электропоезда серии TGV Réseau — модифицированный TGV Atlantique.
- В Чехословакии освоен выпуск мотовозов серии 799.